# Hynobius leechii
La salamandra de Gensan (Hynobius leechii) es una especie de anfibio caudado de la familia Hynobiidae. Es endémica del noreste de China y la península de Corea. Su hábitat natural son los bosques templados y los ríos y marismas. 